# 鉄工場
交響的エピソード『鉄工場』（てつこうじょう、露: Симфонический эпизод «Завод»）作品19は、ソ連の作曲家アレクサンドル・モソロフが1926年に作曲した管弦楽曲。演奏時間約3分の小品ながら、モソロフの代表作とされている。

## 概要
ボリショイ劇場の委嘱により作曲されたバレエ『鋼鉄（露: Сталь）』から編曲された管弦楽のための小品で、作曲と同じ年にモスクワで初演されている。国外では、1930年にリエージュで開催された国際現代音楽祭で演奏され、大きな反響を呼び、続けて各地で演奏・録音された。ロシア・アヴァンギャルドを代表する音楽作品として位置づけられるが、その未来派的な内容が、やがてソ連当局の推し進める文化政策と相容れなくなり、ソ連国内では演奏されなくなった。エフゲニー・スヴェトラーノフとソヴィエト国立交響楽団による蘇演は、モソロフの死後、2年を経なければならなかった。録音としては、リッカルド・シャイー・ロイヤル・コンセルトヘボウ管弦楽団の演奏などがある。

## 編成
ピッコロ1、フルート2、オーボエ2、コーラングレ、クラリネット2、バスクラリネット、ファゴット2、コントラファゴット、ホルン4、トランペット3、トロンボーン2、バストロンボーン、チューバ、ティンパニ、シンバル、スネアドラム、バスドラム、タムタム、金属板（Lamina di ferro）、弦五部。

## 曲の構成
三部形式。次の3つの部分から成る。力強い素材の機械的な繰り返しが特徴的である。
Allegro
4分の4拍子。低音楽器をベースにして、クラリネットとヴィオラが六連符で機械の稼働開始を表す。三連符のトランペット、装飾音を伴うヴァイオリン、ピッコロなどの高音楽器の順に次第に音が重なっていき、ホルンに威圧的な主題が登場する。
Poco più mosso
速度が変わり、トランペットがシグナルを発すると、ホルン、木管楽器がこれに応答する。行進曲風にティンパニが規則正しく打ち込む。
Tempo 1º
始めの速さに戻り、ホルン主題が再現される。ここでは金属板など打楽器群の響きが増している。ホルンが三連符で奏すうち、次第に速く強くなり、最後は打楽器に支配される狂騒的な雰囲気となって力強く終わる。